# Люцина (метелик)
Люцина (Hamearis lucina) — вид комах з родини Riodinidae.

## Морфологічні ознаки
Розмах крил — 28–35 мм. Передні крила чорно-коричневі з багатьма жовтими та рудими плямами. Задні крила з 3 невеличкими плямками та нечіткою рудою перев’язкою у маргінальній області. Статевий диморфізм досить слабкий.

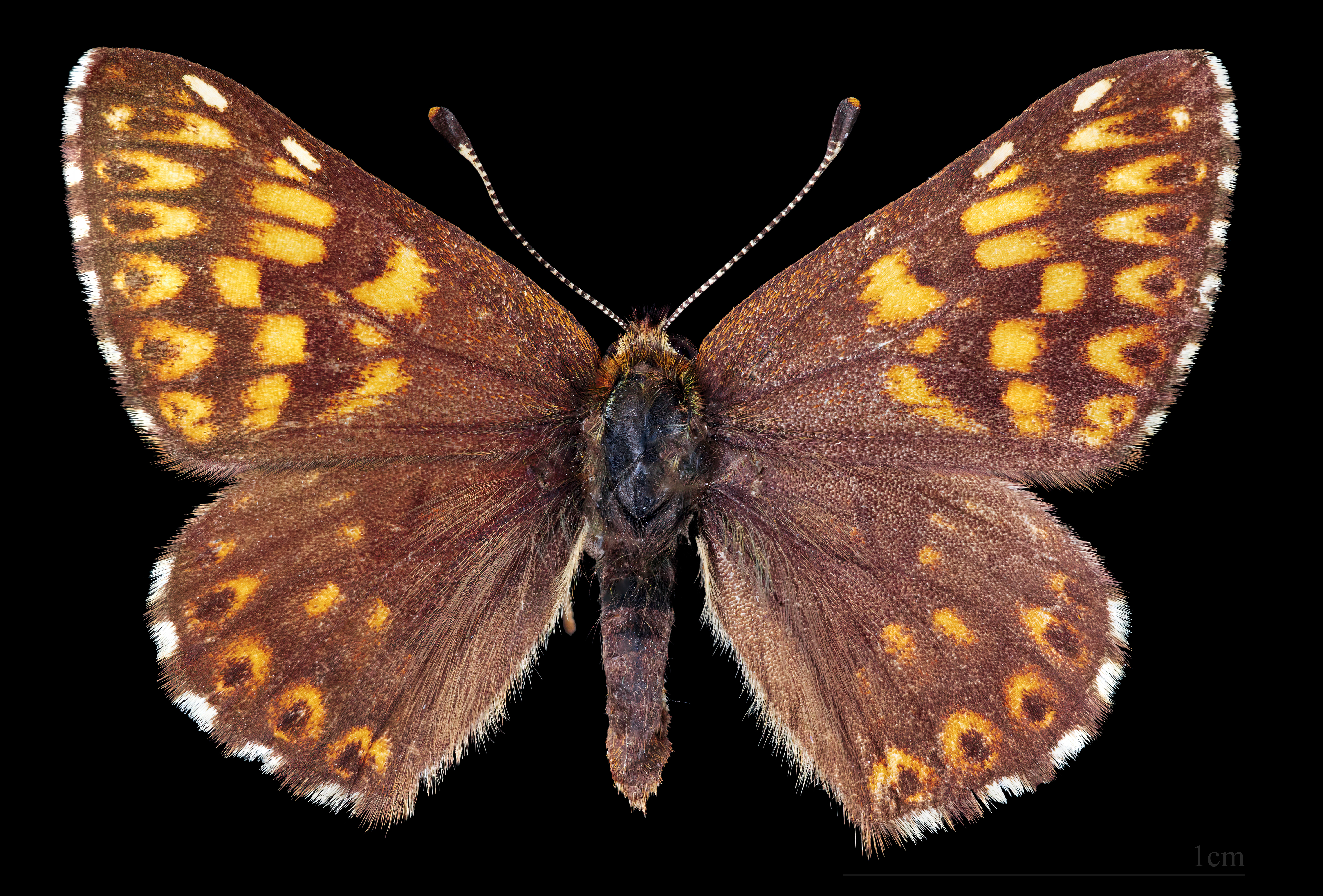
Hamearis lucina ♂
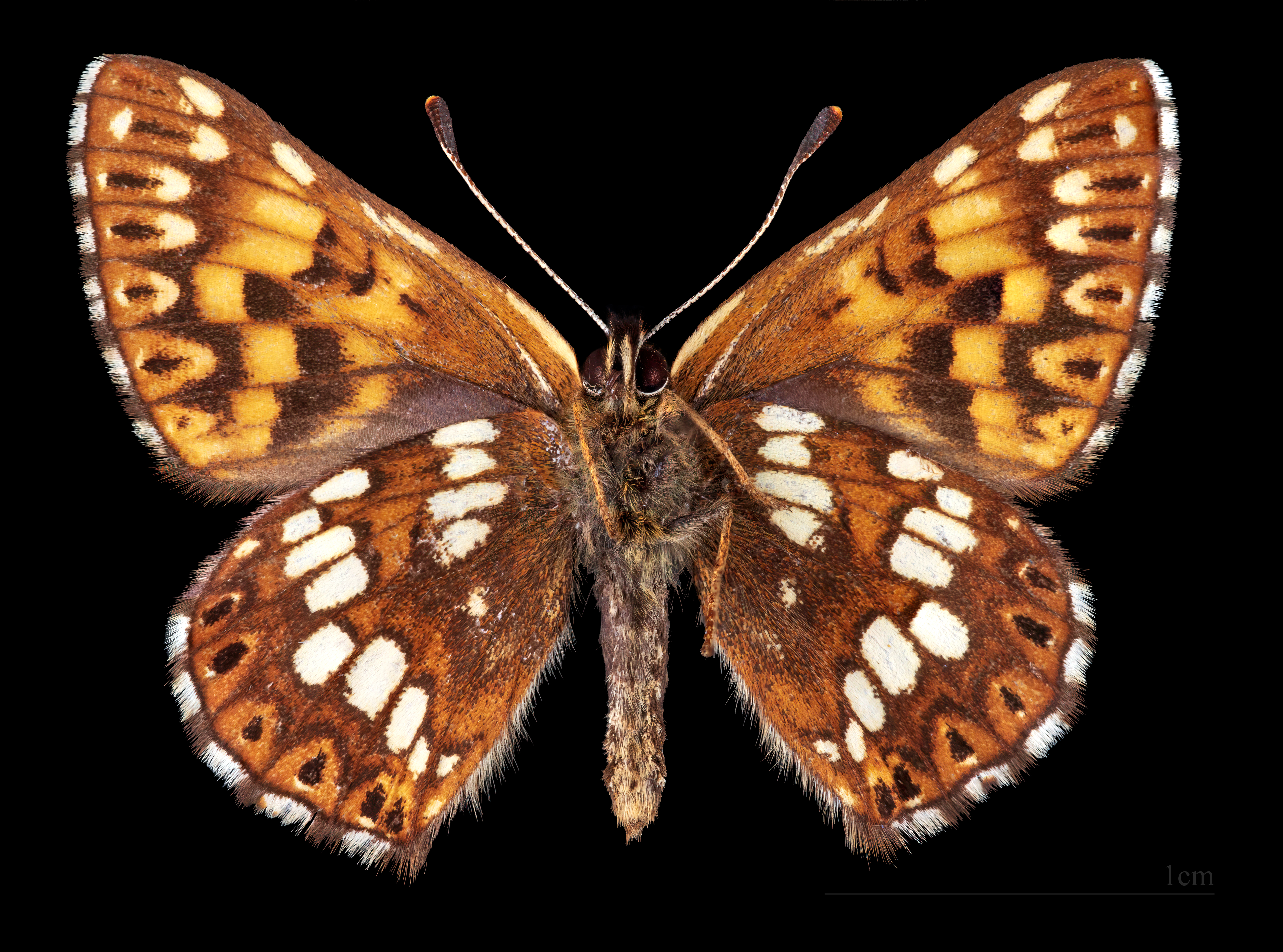
Hamearis lucina ♂   △
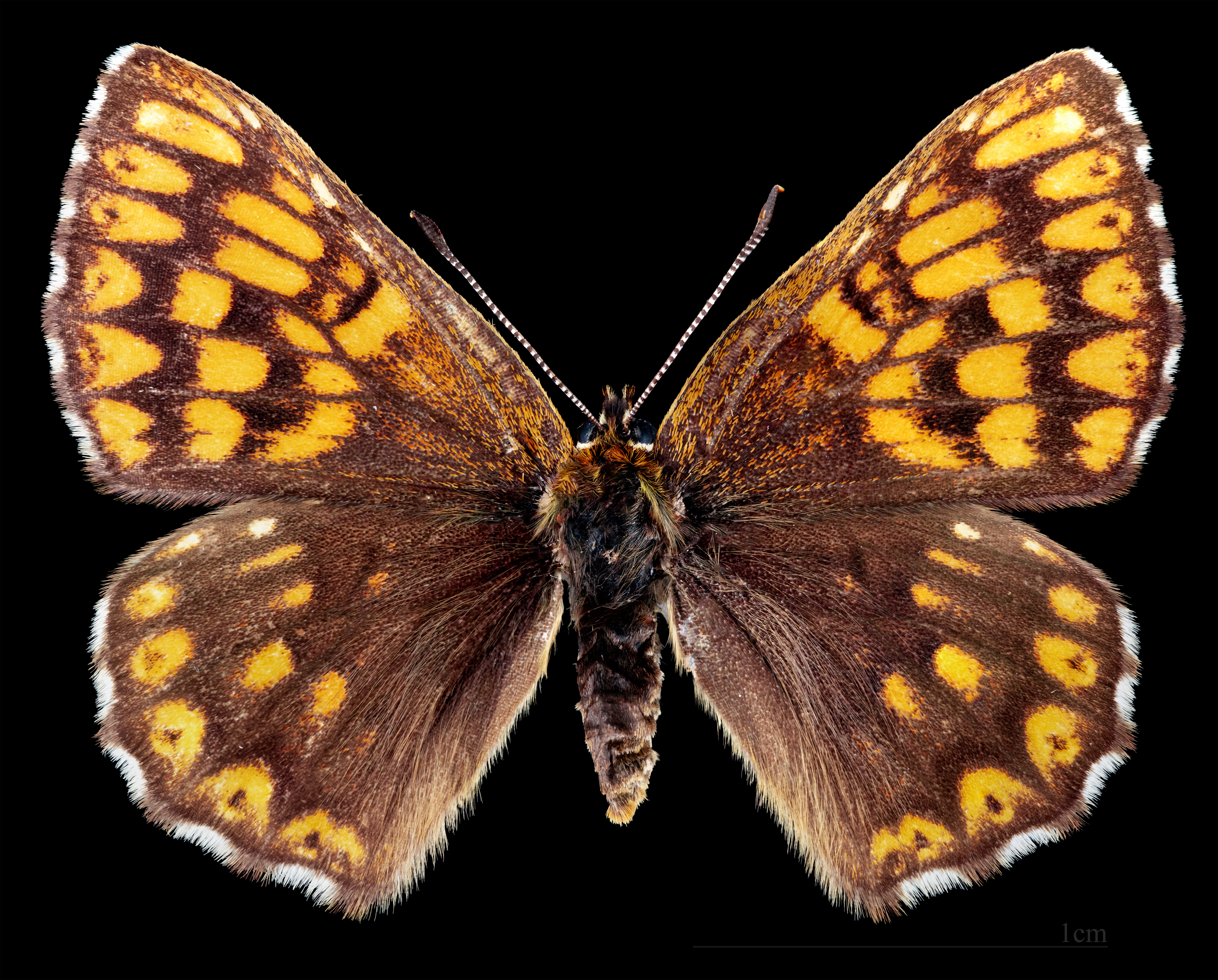
Hamearis lucina ♀

## Поширення
Європа (крім північних районів) та частково Мала Азія. 
В Україні зустрічається у Карпатах та Закарпатті, на півдні Лісової зони, у Лісостепу та місцями у Степу. Локальний.

## Особливості біології
Зустрічається на лісових галявинах та узліссях, узбіччях шляхів, чагарниках у вологих місцях, захисних лісосмугах. Дає 2 генерації на рік. Літ імаго — з кінця квітня до початку червня та з липня до початку серпня. Самиця відкладає по 1–2 яйця на нижню поверхню листя кормових рослин (первоцвіт, вербозілля). Гусінь з’являється через 2 тижні; розвивається у червні–липні та з вересня до квітня. Зимує гусінь молодшого віку у сухому листі на поверхні ґрунту.

## Загрози та охорона
Загрози: заміна природних лісів штучними лісонасадженнями, що призводить до збіднення трав'яного покриву; надмірне випасання худоби, викошування та випалювання трави, урбанізація та збільшення рекреаційного навантаження на біотоп.
Пасивно охороняється на деяких природоохоронних територіях Лісостепу та Буковини. Доцільним є збереження біотопів виду та створення ентомологічних заказників у місцях перебування виду з забороною надмірного випасання худоби та викошування трав.